# Ивайло Савов (журналист)
Вижте пояснителната страница за други личности с името Ивайло Савов.
Ивайло Савов е български журналист, преподавател по радиожурналистика в Шуменския университет „Епископ Константин Преславски“. Създател и първи председател на сдружение „Българска икона“. От 2012 до 2017 г. е член на Комисията за защита от дискриминация. От септември 2017 г. е директор на програма „Хоризонт“ на БНР, а в първите месеци на 2020 г. е пенсиониран и назначен като редактор в „Нощен Хоризонт“ до окончателното му пенсиониране през февруари.

## Биография
Роден е на 2 юли 1955 г. в град Шумен. Професионалната му кариера започва през 1980 г. в Радио Шумен. От 1985 до 1992 г. е кореспондент на Българското радио. В периода от 1993 до 2011 г. е директор на Радио Шумен.
От 2012 до 2017 г. е член на Комисията за защита от дискриминация. От 2013 до 2017 г. е член на обществения съвет на БНТ. От септември 2017 г. до януари 2020 г.– директор на програма „Хоризонт“ на БНР.